# Ashéninka Perené jezik
Ashéninka Perené jezik (ISO 639-3: prq; ashéninca perené, “perené campa”), jedan od aravačkih jezika kojim govori oko 5 500 ljudi (2001 SIL) iz plemena Campa na gornjem toku rijeke Perené, pritoke Pachitea.
Nekada se klasificirao podskupini campa. Piše se latinicom. Donekle razumljiv ostalim campa jezicima.

## Vanjske poveznice
- Ethnologue (15th)